# Fürst Seppl (film 1915)
Fürst Seppl  è un film muto del 1915 diretto da Carl Froelich.

## Produzione
Il film fu prodotto dalla berlinese Messter-Film GmbH.

## Distribuzione
Il visto di censura porta la data del marzo 1915.